# Nautanwa
Nautanwa là một thành phố và là nơi đặt ban đô thị (municipal board) của quận Maharajganj thuộc bang Uttar Pradesh, Ấn Độ.

## Địa lý
Nautanwa có vị trí 27°26′B 83°25′Đ / 27,43°B 83,42°Đ Nó có độ cao trung bình là 89 mét (291 feet).

## Nhân khẩu
Theo điều tra dân số năm 2001 của Ấn Độ, Nautanwa có dân số 29.259 người. Phái nam chiếm 52% tổng số dân và phái nữ chiếm 48%. Nautanwa có tỷ lệ 62% biết đọc biết viết, cao hơn tỷ lệ trung bình toàn quốc là 59,5%: tỷ lệ cho phái nam là 71%, và tỷ lệ cho phái nữ là 52%. Tại Nautanwa, 17% dân số nhỏ hơn 6 tuổi.